# Мезоскаф
Мезоска́ф (от греч. μέσος — средний и σκάφος — судно) — подводный обитаемый аппарат, предназначенный для исследования средних глубин (до 1000 метров), часто недоступных для обычных подводных лодок, но гораздо меньших предельных возможностей батискафа.

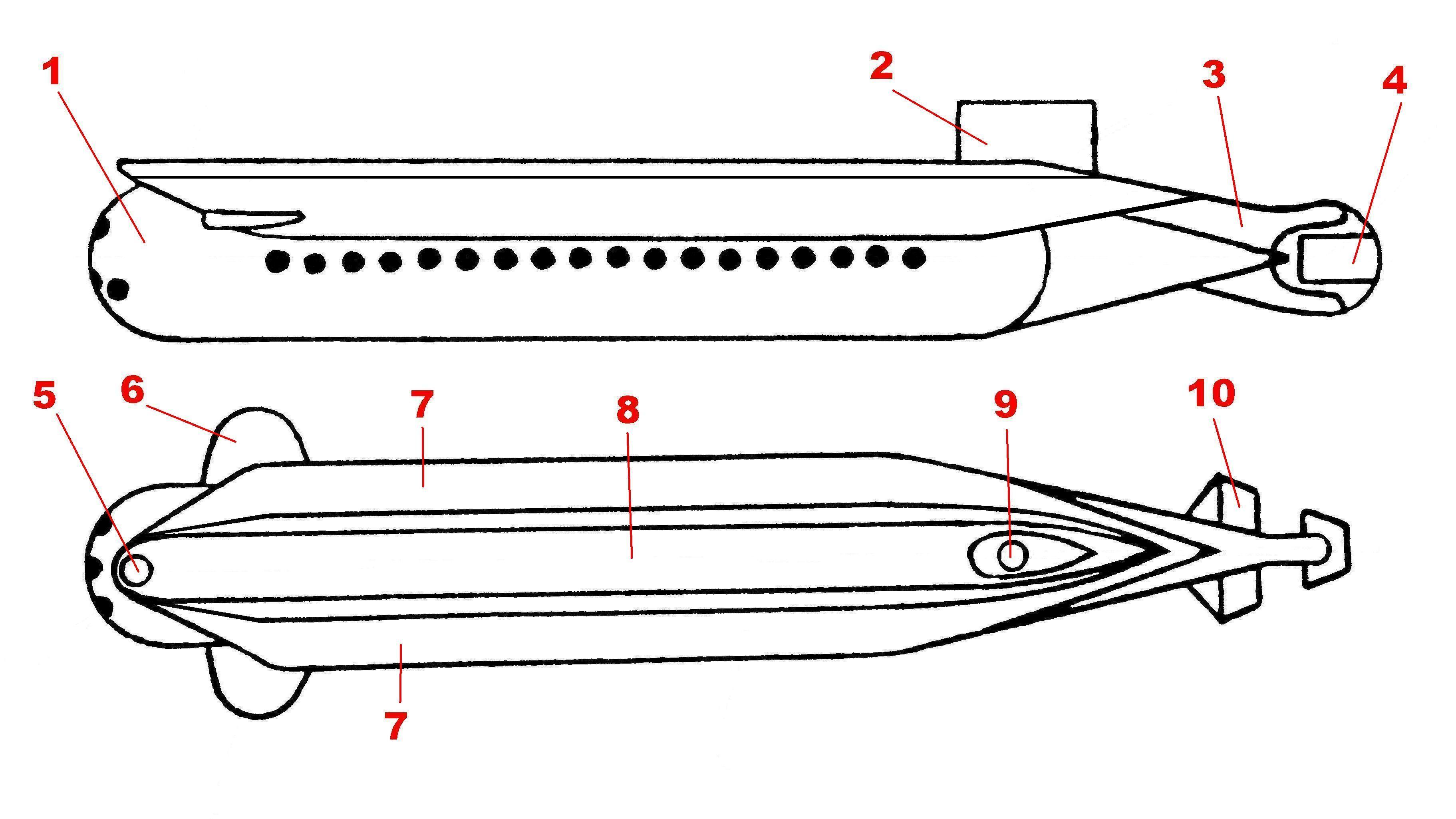
Схема мезоскафа «Огюст Пикар»:
1 — прочный корпус
2 — рубка
3 — горизонтальные рули
4 — гребной винт в кольцеобразном обтекателе
5 — носовой люк
6 — носовые вертикальные рули
7 — були с балластными цистернами
8 — верхняя палуба
9 — кормовой (рубочный) люк
10 — кормовые вертикальные рули

Устройство мезоскафа во многом повторяет устройство подводных лодок других типов.
Конструкцию и сам термин предложил выдающийся швейцарский исследователь Огюст Пикар, который считал возможности изобретённого им в 1930-е годы батискафа избыточными при исследовании средних глубин. По его расчётам, при использовании современных материалов аппарат получается достаточно лёгким, чтобы иметь положительную плавучесть без дополнительного поплавка и достаточно прочным, чтобы выдержать давление на глубине 1000 м. В военных подводных лодках этому препятствует большой вес вооружения и боеприпасов. Другой отличительной чертой мезоскафа является способность зависать и дрейфовать в толще воды. Это обеспечивается большой жёсткостью корпуса и, соответственно, малой сжимаемостью аппарата, которая должна быть меньше сжимаемости воды.
Пикар также предлагал использовать горизонтальный гребной винт по аналогии с винтом вертолёта, чтобы обеспечить погружение аппарата с положительной плавучестью и избавиться от необходимости иметь значительный запас балласта. Однако эта идея не получила дальнейшего развития.
Первый мезоскаф был сконструирован в 1964 году сыном учёного Жаком Пикаром и носил имя «Огюст Пикар». В отличие от термина батискаф, также придуманного Огюстом Пикаром, термин мезоскаф не получил широкого распространения. Вместо него в настоящее время чаще употребляется более общий термин исследовательская подводная лодка или глубоководный обитаемый аппарат.